# Mandø (eiland)
Mandø (ongeveer uitgesproken als: Mèn-eu) is een Deens waddeneiland, en is het kleinste bewoonde waddeneiland van Denemarken. Het eilandje ligt tussen Rømø en Fanø. Het eiland beslaat 8,6 km² en er wonen enkele tientallen mensen. Toerisme en veeteelt zijn de belangrijkste economische activiteiten. Ten noorden van het dorp staat een windmolen, type bovenkruier,  die dateert van 1832.
Het omdijkte eiland is bereikbaar via twee wegen die bij hoogwater en zware zeegang niet toegankelijk zijn. Bezoekers kunnen van de Mandø Traktorbusser, door een tractor aangedreven bussen, gebruik maken. Deze rijden bij laag tij over de Låningsvej van Vester Vedsted naar het eiland, en terug. Er zijn ook mensen die wadlopend, per fiets of per auto trachten het eiland te bereiken. Deze manier van oversteken is gevaarlijk. Onder andere plotseling opkomende mist heeft in het verleden ertoe geleid dat mensen op het wad verdwaalden en om het leven kwamen. 
Alleen aan de westzijde bevindt zich een duinenrij, de rest van de zeewering bestaat uit een dijk. Op het eiland zijn een winkel, een natuurvoorlichtingscentrum, een café, een museum (gevestigd in een voormalige reddingsbotenloods en in Mandøhuset, een historisch kapiteinshuis uit 1831) en een kleine camping gevestigd.

## Geschiedenis
In 1231 werd het eiland voor het eerst in een document vermeld. Rampzalig voor de eilanders waren stormvloeden in 1558 en 1634 (Burchardivloed). Het evangelisch-lutherse kerkje van Mandø dateert van 1727. In 1741 wisten de gezamenlijke bewoners het eiland te kopen van de toenmalige koning van Denemarken, Christiaan VI. De huidige dijk om de polder op het eiland dateert van 1937 en is na een nieuwe doorbraak in 1981 hersteld.

## Afbeeldingen

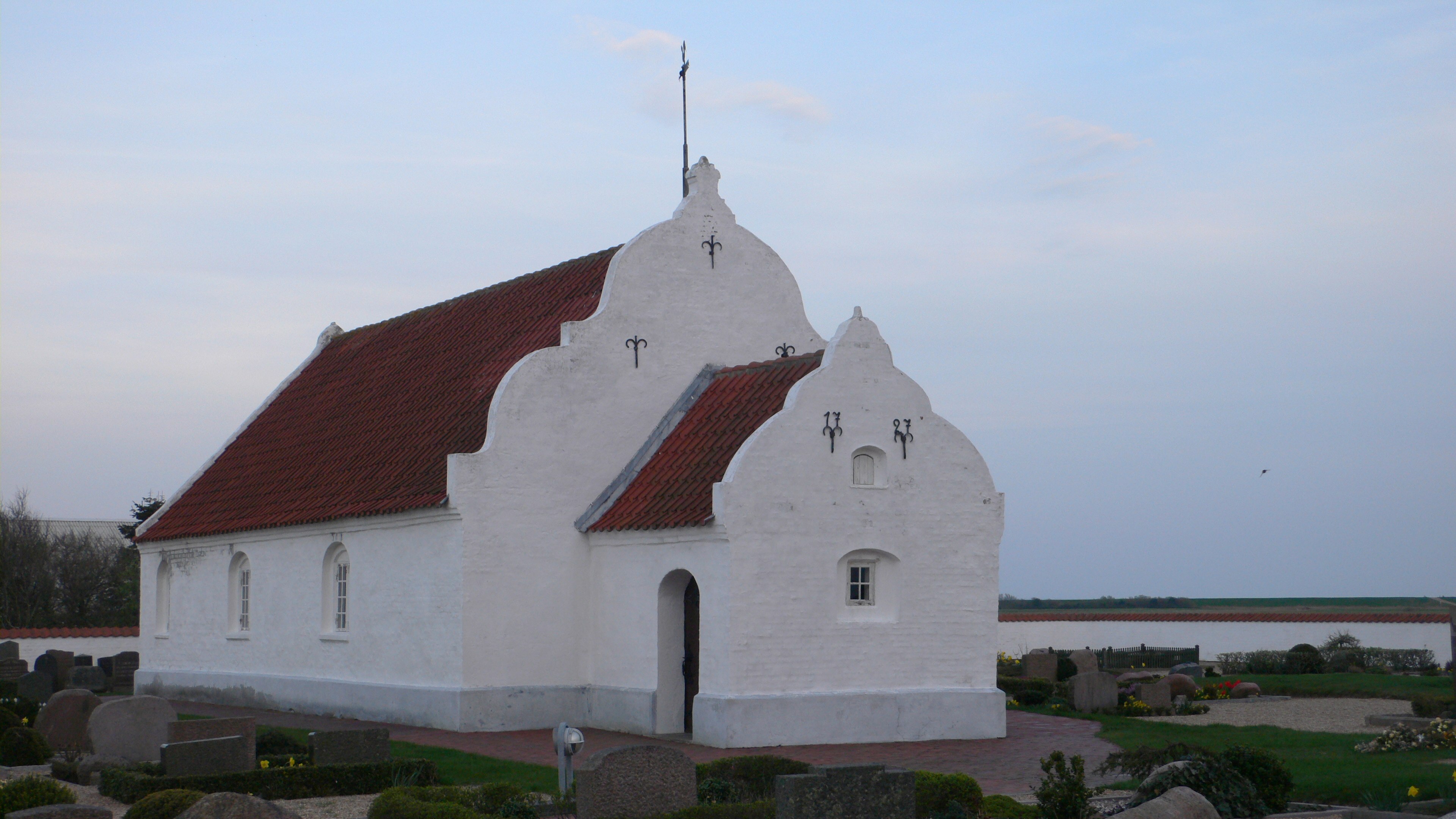
De kerk van Mandø
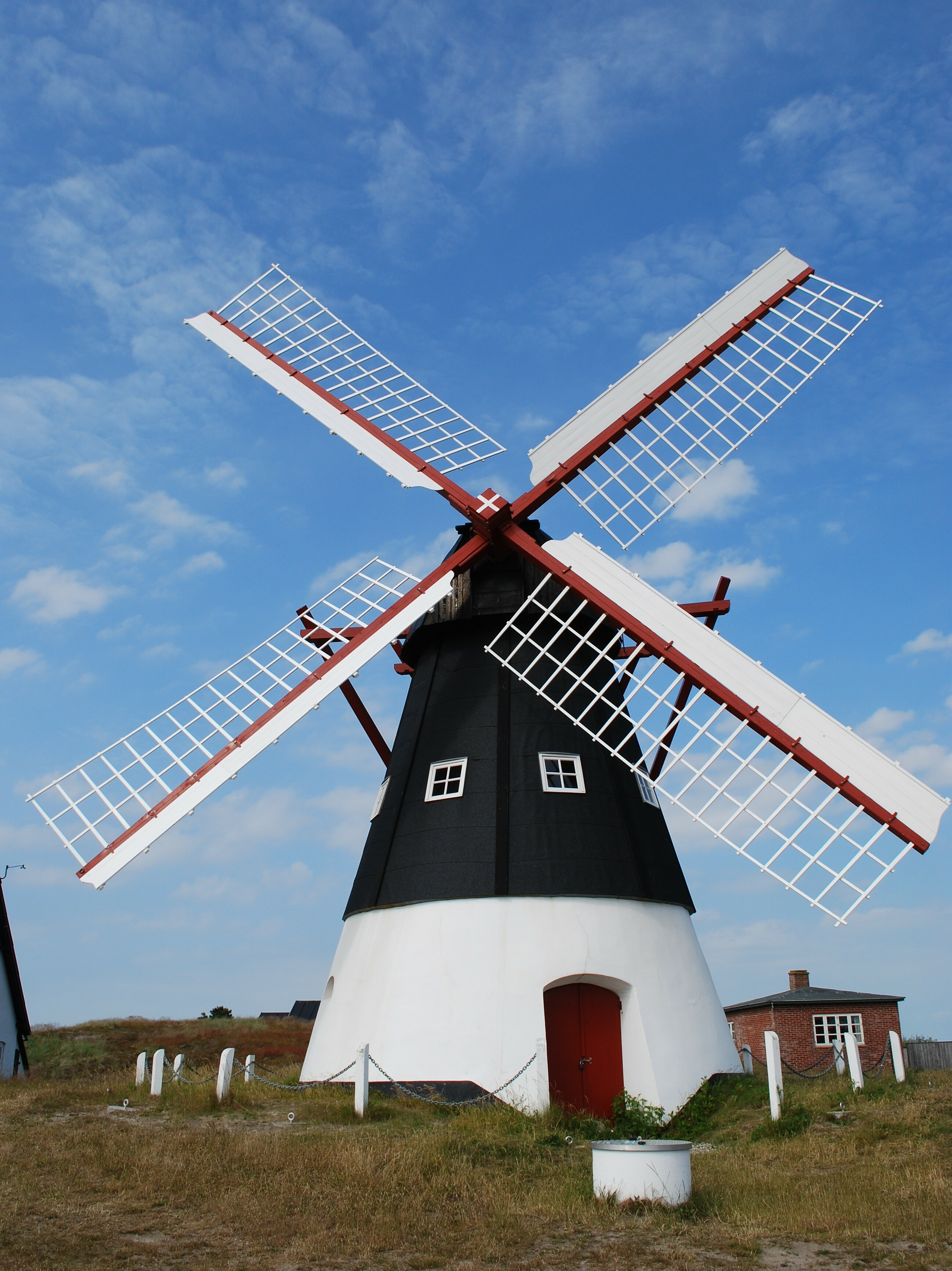
De molen Mandø Mølle
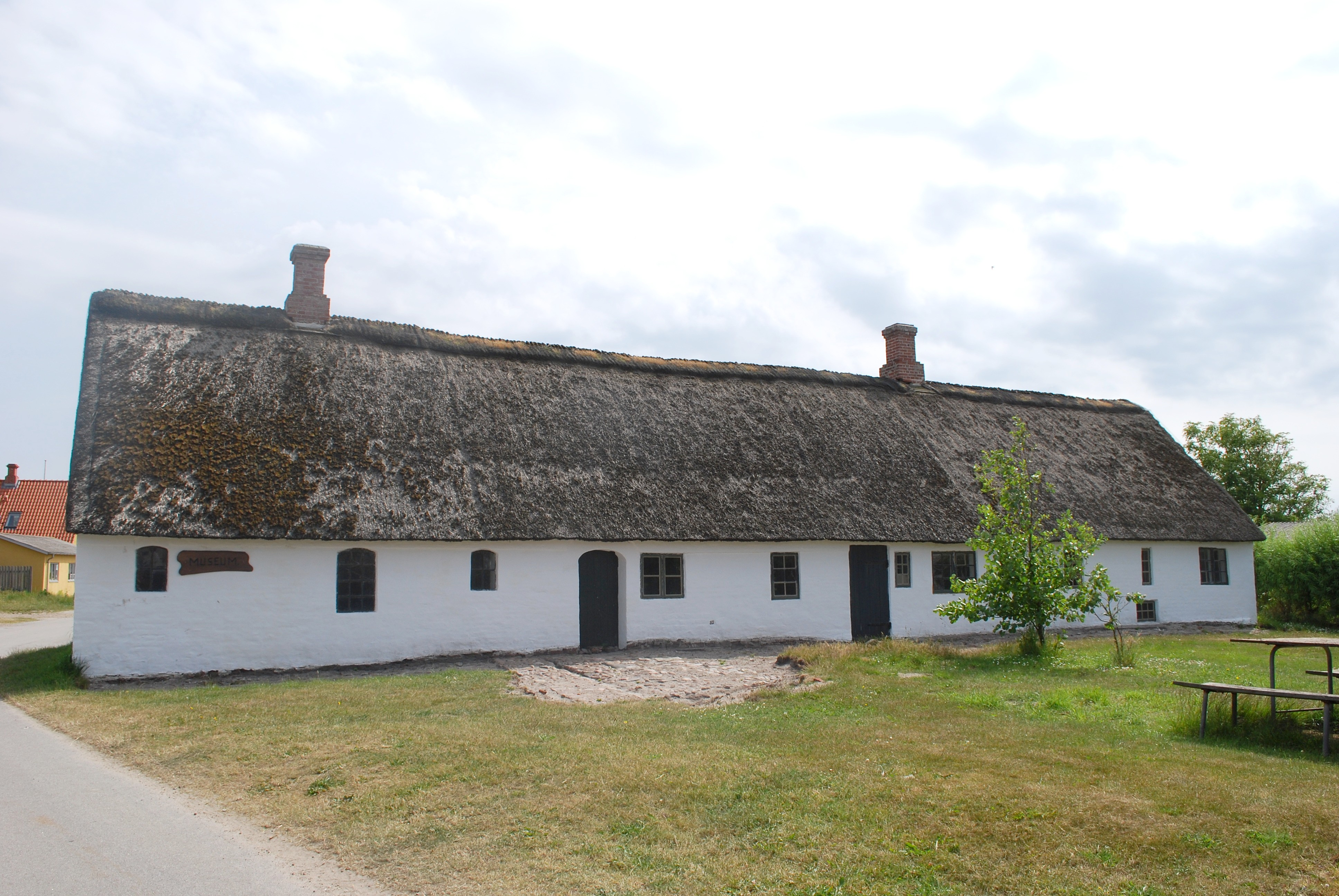
Mandø Museum
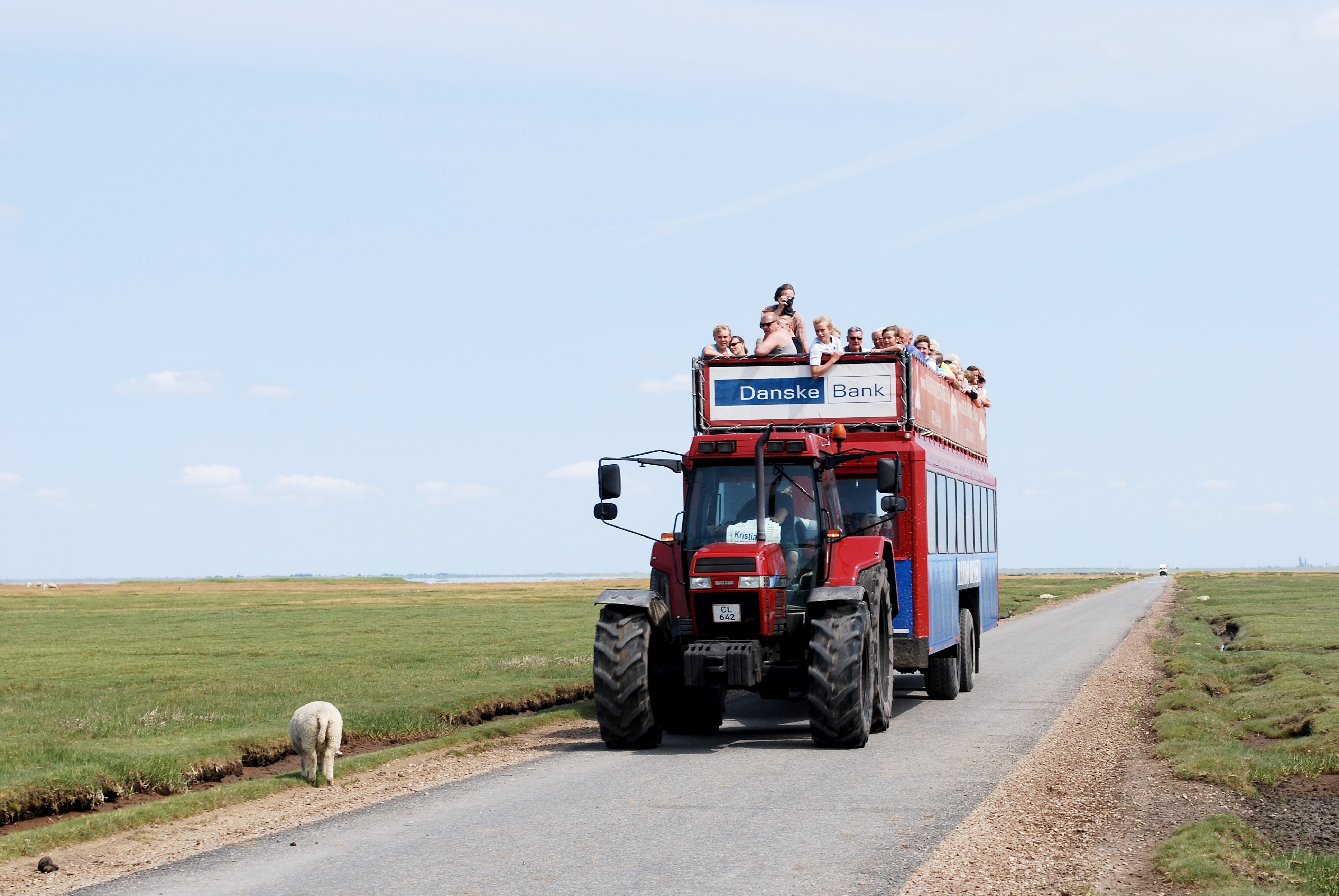
Een tractorbus (foto uit 2010)
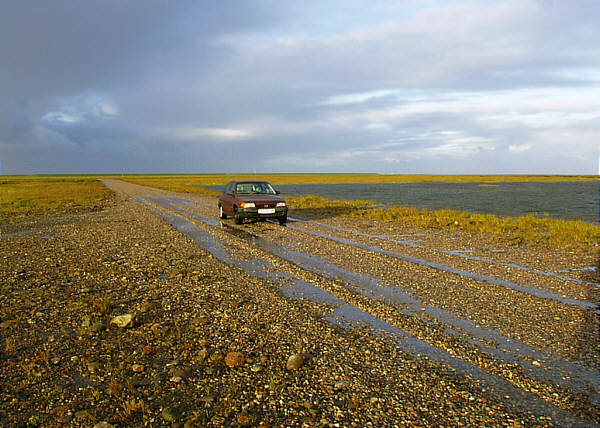
De Låningsvej